# Niczky István
Gróf nicki Niczky István (1750–1777) Kőrös vármegyei főispán, több szabadkőműves páholy főmestere, a Draskovich-rendszer egyik alapítója.

## Élete
A nicki Niczky család grófi ágának a sarja. Apja gróf nicki Niczky Kristóf (1725–1787) országbíró, anyja pibéri Jankovich Katalin (1726–1784) volt.
1775-től haláláig Kőrös vármegye főispáni hivatalát töltötte be. Niczky István szabadkőműves volt, és a magyarországi szabadkőműves páholyrendszer, az úgynevezett Draskovich-rendszer egyik alapítója és alkotmányának, maga gróf Draskovich János mellett, kidolgozója volt. 1768-ban, alig 18 évesen, Pesten lett tagja a szervezetnek. A Horvátországban tevékenykedő szabadkőműves páholyok részben neki köszönhetően jöttek létre. 1772-ben az első varasdi páholy, amelynek első nagymestere is volt, az 1773-as alapítású eszéki, illetve az 1775 körül alapított körösi páholy hozzáfűződtek. Ez utóbbi működése valószínűleg főispáni idejéhez kapcsolódott, mivel halálával meg is szűnt. A horvátországi páholyok uniójával 1775-ben létrejött reformált páholyrendszer első helyettes nagymestere volt. Niczky István 27 évesen, igen korán hunyt el. Halála után, a varasdi páholy közel még másfél évtizedig működött ugyanott, amíg nem költözött át Zalaegerszegre, ahol majd a főmestere jáprai Spissich János alispán lett.